# The Space Cakes
The Space Cakes — український денс-рок-гурт, один із лідерів інді-рок сцени Києва. Музиканти гурту у своїй творчості поєднують різні стилі і напрямки музики, серед яких основними є гаражний рок, денс-рок і інді-рок. Виконують пісні англійською мовою, тексти яких прості і яскраві.

## Склад гурту

### Теперішні учасники
- Ксенія Івась — вокал, клавішні;
- Ігор Мельник — ударні;
- Владислав Зелінський — бас-гітара;
- Олександр Даньков — соло-гітара, бек вокал, клавішні;

### Колишні учасники
- Антон Люлічев — гітара.
- Богдан Зморович – гітара.

## Історія
Гурт заснований восени 2008 року в Києві. Презентувавши офіційно лише 6 своїх демо-записів, виступили на таких фестивалях, як «I Love Kiev», «Fight Fest», «Respublika Antimoney Fest [Архівовано 25 липня 2014 у Wayback Machine.]», «I need festival». 2012 року відзняли перший офіційний кліп на пісню «Friends».

## Дискографія
Demo:
- Make some noise;
- 123;
- I Dont Wanna be Like You;
- Move Fast;
- One for you and one for me;
- Out of control;
- Make me Love;
- Friends.

### Відео
- Friends (2012)[2]